# Opéra National de Lyon
Die Opéra National de Lyon ist ein gemeinnütziger Verein mit dem Ziel, die Musik und den Tanz in Lyon sowie der Region Rhône-Alpes zu fördern. Das Opernhaus befindet sich am Place de la Comédie im 1. Arrondissement der Stadt, direkt gegenüber dem Rathaus.
Die Opéra National de Lyon wurde 1983 gegründet und genießt seit 1996 den Status einer Opéra national. Ihr derzeitiger Intendant ist Serge Dorny. Zur Oper gehören ein Chor, das Orchester sowie ein Ballett.

## Opernhaus

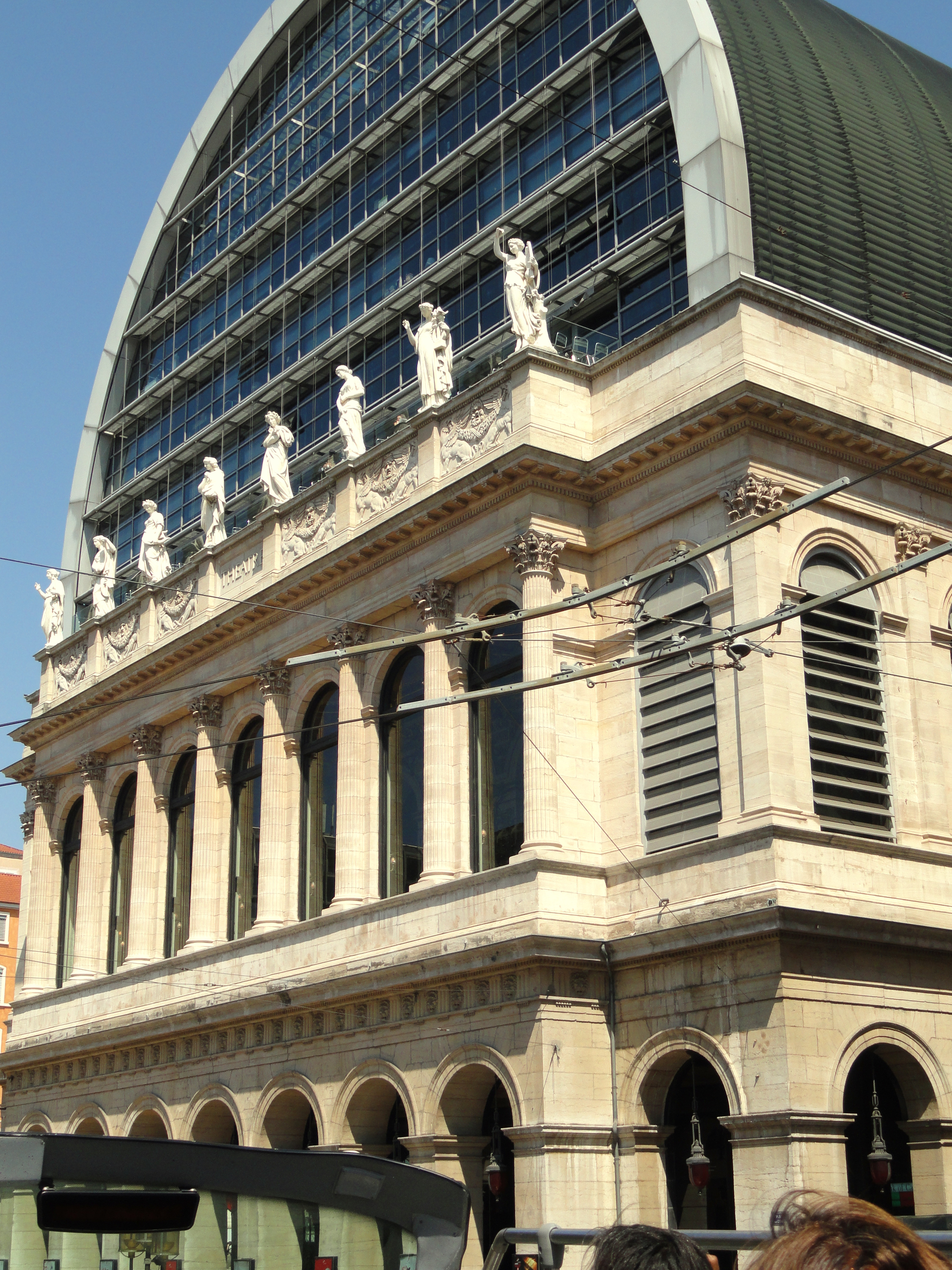
Opernhaus von Lyon

Das erste Opernhaus in Lyon wurde von dem Architekten Jacques-Germain Soufflot erbaut und 1756 eingeweiht. Aufgrund seines schlechten Zustandes wurde es jedoch bereits 1826 abgerissen, um dem Théâtre Chenavard, einem neoklassizistischen Neubau der Architekten Antoine-Marie Chenavard und Jean-Marie Pollet, Platz zu machen. 1989 wurde ein kompletter Umbau der Oper unter Leitung von Jean Nouvel durchgeführt. Vom ursprünglichen Gebäude ist die Ursprungsfassade verblieben; der Innenraum sowie eine sehr markante, in Stahl und Glas ausgeführte Dachkonstruktion wurden völlig neu gestaltet. Das Opernhaus wird seit dieser Neugestaltung in Anlehnung an den Namen des Architekten auch als Opéra Nouvel bezeichnet.
Im Innenraum befindet sich der 1100 Plätze fassende Große Saal sowie räumlich darunter ein kleines Amphitheater mit Platz für 200 Zuschauer. Um störende Vibrationen und andere Umwelteinflüsse bestmöglich vom Zuschauerraum zu isolieren, wurde der Große Saal im inneren des Opernhauses mit Hilfe von sechs gewaltigen Stahlträgern von jeweils 23 Tonnen Eigengewicht an 46 Meter hohen Pfeilern aus Beton aufgehängt.

## Auszeichnungen
1995 erhielten Orchester und Chor den Grammy Award for Best Opera Recording für die Oper Susannah unter der Leitung von Kent Nagano.
2015 wurde Jacques Offenbachs Le roi Carotte in der Opéra de Lyon unter der Regie von Laurent Pelly und dem Dirigat von Victor Aviat aufgeführt. Diese Produktion erhielt den International Opera Award 2016 der Kategorie „Wiederentdeckung“.
In der Kritikerumfrage der Opernwelt der Spielzeit 2016/2017 wurde die Opéra de Lyon zum „Opernhaus des Jahres“ gewählt.